# Sautereau (clavecin)
Pour les articles homonymes, voir Sautereau.
 (septembre 2013).

Schéma d’un sautereau (seule la partie supérieure est représentée) : 1-corde ; 2-axe de la languette ; 3-languette ; 4-plectre ou bec ; 5-étouffoir.

Le sautereau est un élément du mécanisme des clavecins destiné à pincer chaque corde.
Ce mécanisme caractérise tous les instruments qui utilisent ce système et qui forment la famille des instruments à cordes pincées : l'épinette, le clavecin, le virginal, le muselaar, l'ottavino et le clavicythérium.
Le mécanisme de ces instruments comprend le clavier à balancier, les sautereaux, les registres et le chapiteau.
Le terme sautereau aurait été cité pour la première fois dans un texte de Henri Arnaut en 1440.

## Mécanisme

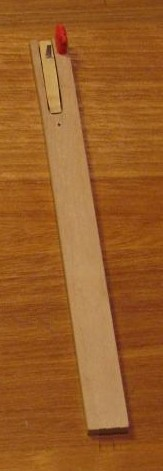
Sautereau de clavecin : on distingue en haut l'étouffoir et la languette portant le bec

Le sautereau traditionnel est une mince règle de bois guidée verticalement par les registres. Il monte par l'action du clavier et redescend sous l'effet de son propre poids (dans le cas du clavicythérium, le mouvement du sautereau étant horizontal, un ressort ou autre dispositif peut être sollicité). Dans sa partie haute (la tête), il est entaillé pour recevoir une languette pivotante armée d'un plectre nommé bec, ainsi qu'un étouffoir (en cachemire). Dans le bas de l'entaille, la languette est biseautée pour ne basculer que d'un côté ; elle est remise en position par un ressort en soie de sanglier. Le plectre à l'ancienne est en plume, mais d'autres matières peuvent être utilisées, notamment des plastiques : Delrin ou Celcon.
À la montée, le bec « pince » la corde ; à la descente, la languette pivote et s'escamote devant la corde, évitant au bec de pincer une seconde fois. De ce fait, le bec s'efface et ne peut rester posé sur la corde ; le ressort ramène la languette, et son bec se place alors sous la corde. Le sautereau, pendu à la corde par l'étouffoir, est prêt à servir de nouveau. Son pied est alors tout près du clavier (environ 1 mm).
Chaque sautereau a son adresse et est numéroté. Ils ne peuvent être intervertis sans nuire au réglage effectué sur chacun d'entre eux.

## Fabrication

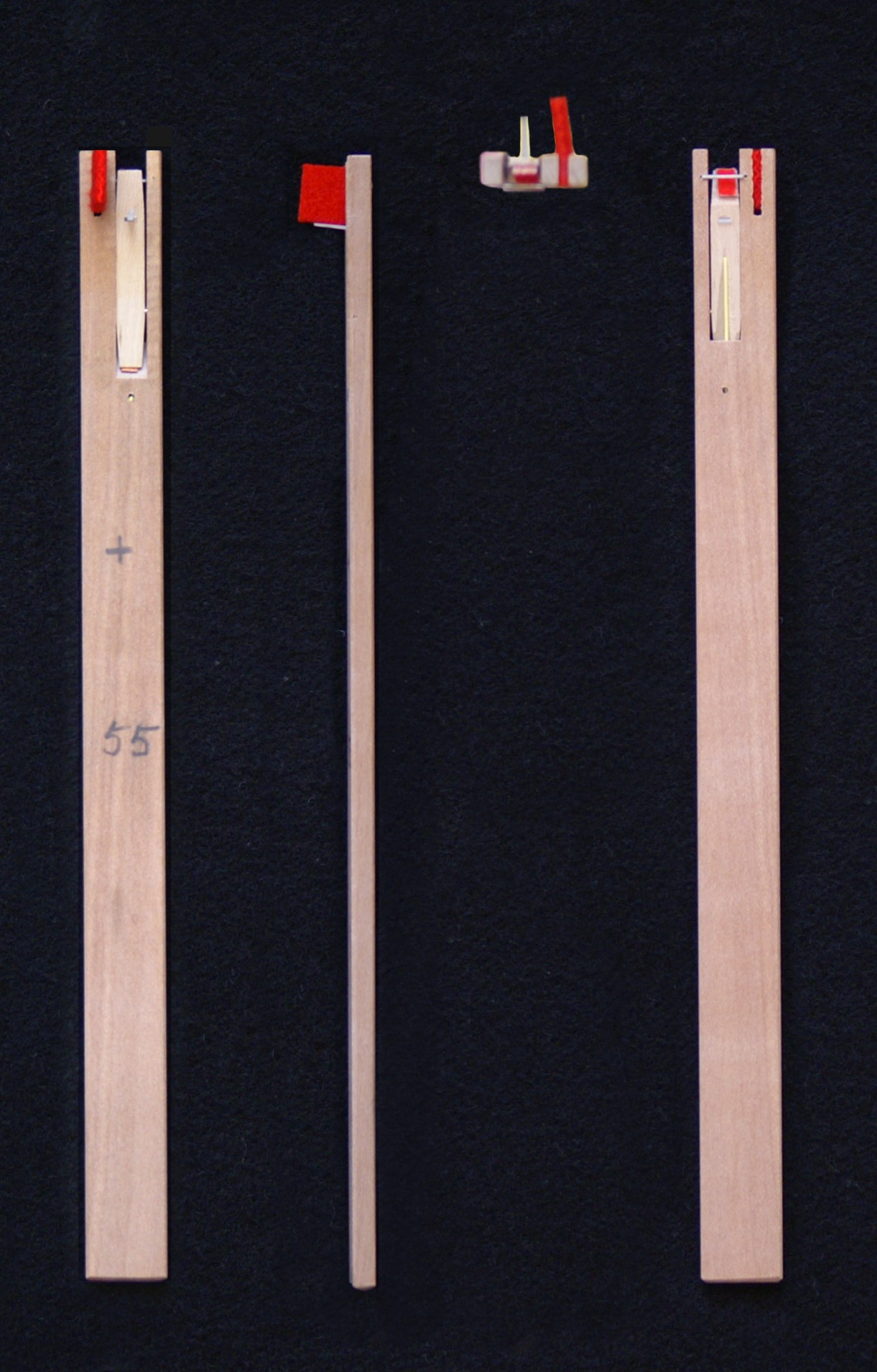
Vues d'un sautereau traditionnel : de face, de côté, du dessus et d'arrière

La taille du bec est l'art du facteur, ainsi que les divers réglages, assez complexes. Il est de tradition de dater et signer le premier sautereau du jeu principal.
Le corps du sautereau est souvent en poirier, ou en hêtre dans les clavecins historiques. Dans les petits instruments, afin d'atteindre le poids idéal (5 grammes), ils peuvent être lestés. Dans le clavecin brisé de Jean Marius (1700), les sautereaux sont si courts que la matière est un alliage d'argent. Les clavecins « modernes » introduits au XXe siècle utilisent aussi des sautereaux en d'autres matières, telles que plastique ou métal.
La languette est en houx. C'est un bois non fendif permettant l'introduction du bec en forme de coin. Le bec ou plectre est en plume (préférentiellement de corbeau), en peau de buffle (cuir assoupli), et en cuir durci dans les instruments construits au cours du XXe siècle. Les plumes de la Bernache du Canada sont parfois préférées à ces matériaux,.
Dans les instruments manufacturés ou copies modernes, le sautereau peut être en matière plastique et le bec en polyoxyméthylène (Delrin, Celcon etc.) ou en fibre de carbone.
Dans les instruments « modernes » une vis peut permettre de régler l'engagement du bec sous la corde en tête du sautereau, ce qui évite de changer le bec, mais ne permet pas d'avoir toute la rangée de becs de longueur régulière. Parfois une seconde vis est placée dans le pied du sautereau ; cette vis a l'avantage d'augmenter le poids du sautereau, mais elle modifie de nombreux paramètres, dont la garde, l'égrènement des jeux, l'efficacité des étouffoirs et l'enfoncement (si butée du sautereau contre le chapiteau).
Les étouffoirs sont simplement enfilés par coincement dans une fente verticale aménagée dans la tête du corps du sautereau, ce qui permet un réglage par déplacement.
Le réglage des étouffoirs joue un rôle considérable dans les instruments pratiquant la butée des sautereaux contre la barre de chapiteau. Un réglage inégal peut perturber le sentiment que l'on a du parcours du plectre.
En revanche, dans les instruments où la course du clavier est limitée par une barre placée en dessous de la touche, l’enfoncement sera réglé de fait, et le dérèglement des étouffoirs ne viendra pas perturber la perception du jeu musical, même si celle-ci sera moins subtile.
Le chapiteau joue alors un rôle secondaire, évitant simplement que le sautereau sorte des registres.